# Christian Jank
Christian Jank (Múnich, Alemania, 15 de julio de 1833– Múnich, 25 de noviembre de 1888) fue un pintor escénico y diseñador de escena alemán.
Jank nació en Múnich, la capital bávara. Originalmente trabajó como pintor escénico. Entre otras contribuciones a la escena participó en la ópera Lohengrin de Richard Wagner.
Su trabajo despertó el interés de Luis II de Baviera, quien lo contrató para crear los modelos de sus proyectos arquitectónicos inspirados en Wagner. Los históricos bocetos de Jank fueron la base para el diseño del Castillo de Neuschwanstein, que fue construido a partir de 1869 por Eduard Riedel y continuado por Georg von Dollmann. Jank también intervino en la decoración de los interiores del palacio de Linderhof. Sus bocetos para el diseño del Castillo de Falkenstein no fueron utilizados, ya que el proyecto fue abandonado después de la muerte del rey en 1886.
Jank murió en Múnich el 25 de noviembre de 1888.

## Galería de imágenes

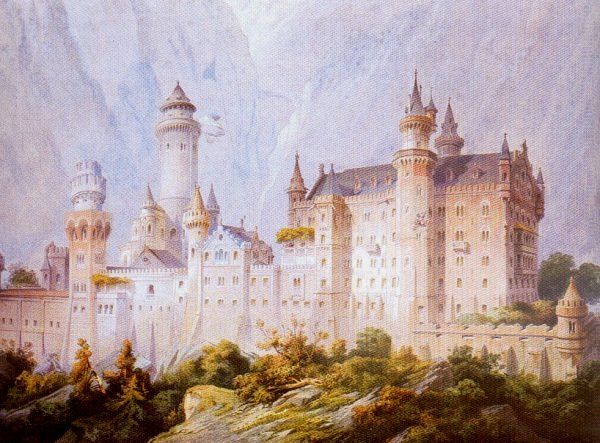
Boceto para el castillo de Neuschwanstein (c. 1883)
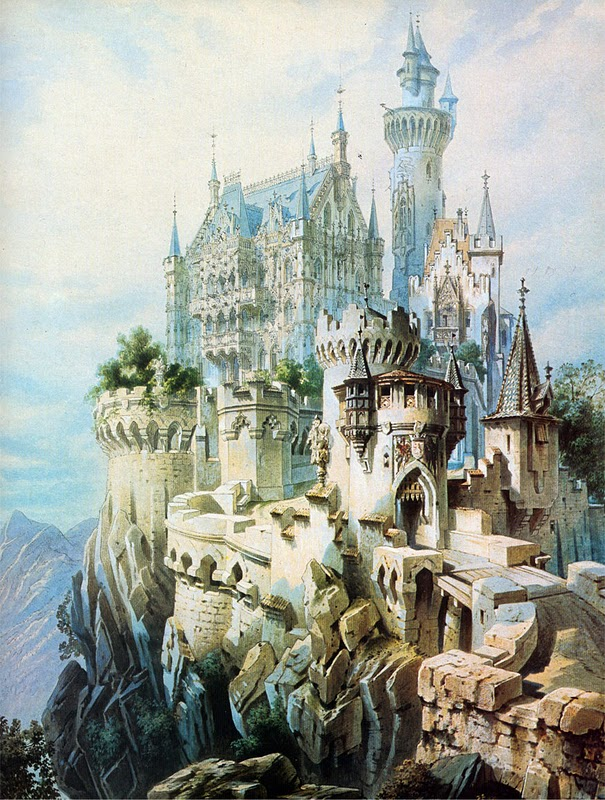
Boceto para el castillo de Falkenstein (c. 1883)